# Il Facchino

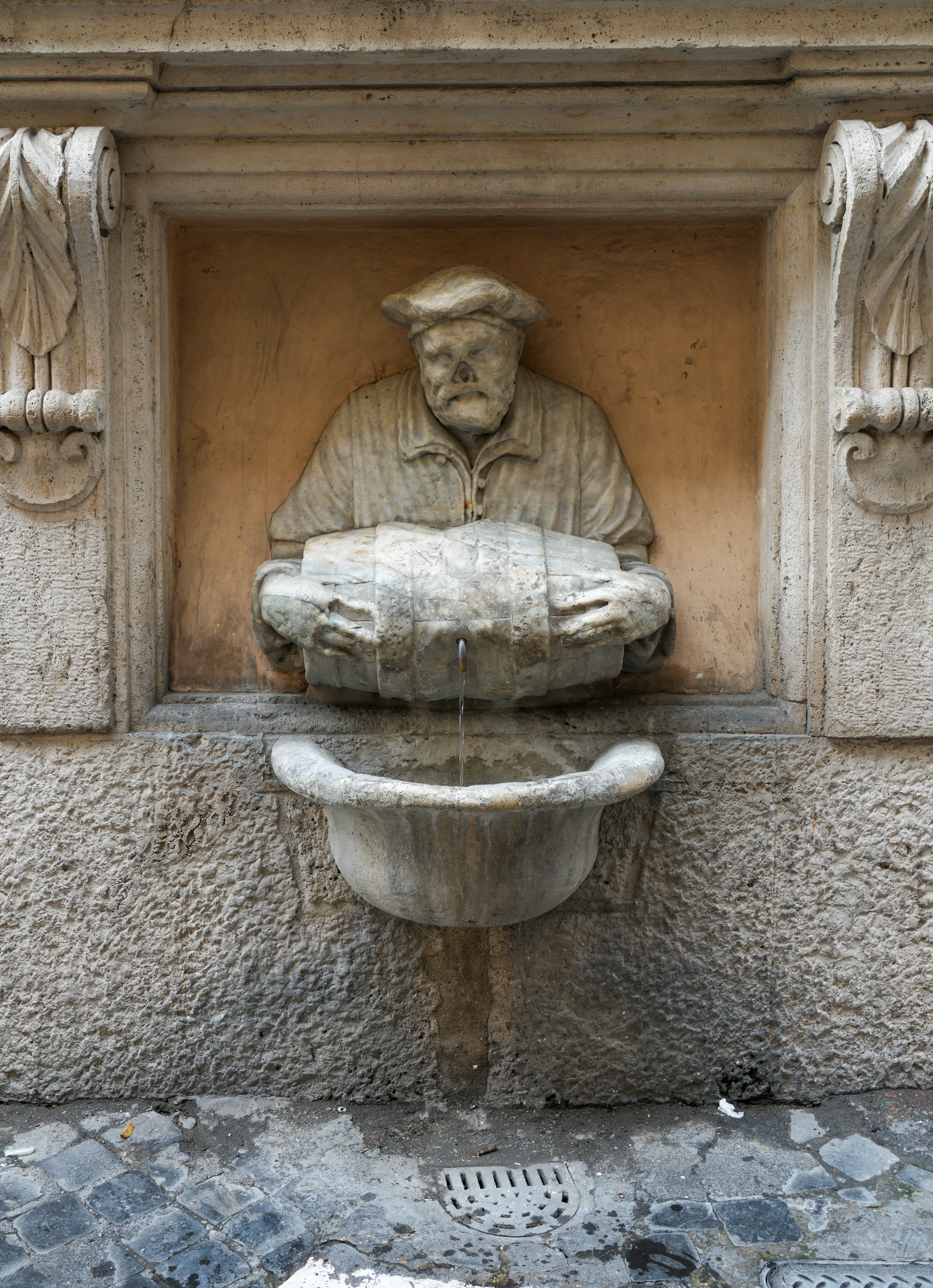
Fontana del Facchino.

Il Facchino es una de las seis estatuas parlantes de Roma. Situada en otro tiempo en el Corso, hoy en día se encuentra en la Fontana del Facchino (La fuente del portero), en una de las paredes del Banco de Roma. 
Se construyó en torno a 1590, basada probablemente en un diseño de Jacopino del Conte. La estatua representa a un hombre que sostiene un barril. Aunque se trate casi con seguridad de un aguador, se especuló con la posibilidad de que pudiera representar tanto a Lutero, como a Abbondo Rizzio, un portero que murió mientras transportaba precisamente un barril.
Como las otras estatuas parlantes, ha sido receptora de numerosos escritos, satíricos la mayor parte de las veces, con la que el pueblo, de un modo anónimo, ajustaba cuentas con el poder.